# Dicentra formosa
Dicentra formosa is een lage, kruidachtige, vaste plant die vrij dichte pollen van fijn loof vormt. De pollen verspreiden zich door ondergrondse uitlopers. Het blad bevindt zich niet aan stengels, maar vormt zich alleen vanuit de basis van de plant. Hierdoor heeft de plant het karakter van een bodembedekker. De plant wordt circa 30 cm hoog en heeft zacht, varenachtig, twee- tot drievoudig geveerd blad.
Boven het blad steken de compacte, samengestelde bloemtrosjes uit. De bloemen zijn vrij klein, zwak hartvormig en donkerroze van kleur. De plant bloeit van mei tot september.
Dicentra fomosa komt van nature voor van Californië tot in Zuidwest-Canada. Hij groeit op open plekken in vochtige bossen en licht beschaduwde bosranden.
Dicentra formosa wordt net als het bekende gebroken hartje (Dicentra spectabilis) veel aangeboden in België en Nederland. Er bestaan verschillende cultivars. Dicentra formosa 'Luxuriant' heeft purperroze bloemen. Dicentra formosa 'Alba' heeft witte bloemen. De ondersoort Dicentra formosa subsp. oregana heeft crème met roze bloemen en blad met een blauwgroene tint.